# Daternomina loowa
Daternomina loowa là một loài Trichoptera trong họ Ecnomidae. Chúng phân bố ở miền Australasia.